# Maria Teresa Planas
Maria Teresa Planas (Mataró, Maresme, 15 d'octubre de 1908 - ?) va ser una cantant i soprano catalana.

## Biografia
Va rebre una selecta educació fet que, afegit al seu gran talent, l'ha fet posseïdora d'una ampla cultura. Va formar-se sota la tutela de Josep Sabater i Antonio Capdevila en el Conservatori.
Tot i presentar Faust al Liceu va decidir encamina el seu futur professional al gènere de la sarsuela. Va firmar per la companyia de Marcos Redondo com a primera triple. L'any 1935 va a partir a l'Argentina contractada per la companyia de Moreno Torroba. Va tornar a Espanya interpretant al Liceu La bruja i el 1969 va abandonar la seva carrera teatral.

## Obra
- La dogaresa (Companyia de Marcos Redondo)
- El dictador (Companyia de Marcos Redondo)
- Las golondrinas (Companyia de Marcos Redondo)
- La canción del olvido (Companyia de Marcos Redondo)
- La Calesera (Companyia de Marcos Redondo)
- La parranda (Companyia de Marcos Redondo)
- La del soto del Parral (Companyia de Marcos Redondo)
- Xuanón (Companyia de Moreno Torroba)
- Luisa Fernanda (Companyia de Moreno Torroba)
- Azabache (Companyia de Moreno Torroba)
- La chuplona (Companyia de Moreno Torroba)
- El caserío (Companyia de Moreno Torroba)
- Doña Francisquita (Companyia de Moreno Torroba)
- El barberillo de Lavapiés (Companyia de Moreno Torroba)
- La verbena de la paloma (Companyia de Moreno Torroba)
- La revoltosa (Companyia de Moreno Torroba)
- La bruja (Liceu)